# Lynceus brevifrons
Lynceus brevifrons ist eine Art der Gattung Lynceus innerhalb der zu den Kiemenfußkrebsen gehörenden Krallenschwänzen. Sie kommen in Nordamerika vor und wie alle Arten der Gattung leben die Tiere vor allem am Boden und im Schlamm von trüben Kleingewässern, die regelmäßig austrocknen.

## Merkmale
Der Körper von Lynceus brevifrons entspricht den anderer Arten der Gattung ist fast kugelig mit aus dem Carapax gebildeten hellbraunen Schalen, die durch Kalkeinlagerungen versteift sind. Die Tiere wurden zum Zeitpunkt ihrer Erstbeschreibung als die größten ihrer Gattung beschrieben und erreichen eine Länge von etwa 4,0 bis 6,0 Millimetern bei einer Breite von 3,5 bis 5 Millimetern, die Männchen und die Weibchen sind dabei etwa gleich groß. Besonders große Exemplare wurden in Arizona gefangen, sie erreichen Längen bis 6,8 Millimetern.
Der Kopf ist gattungstypisch gekielt mit einem langen, spitz zulaufenden und beweglichen Rostrum rüsselartig verlängert. Er befindet sich in der Regel in der Schale, kann jedoch leicht hervorgestreckt werden. Das Rostrum ist art- und geschlechtsspezifisch. Bei den Männchen ist es in seitlicher und frontaler Ansicht scharf abgestumpft und am Hinterrand leicht konkav. Dieser ist mit winzigen Borsten bedeckt, die nur unter starker Vergrößerung sichtbar sind. Bei den Weibchen läuft es nicht abgestumpft und besitzt in der Aufsicht zwei seitliche und eine mittigen spitzen Vorsprung, wodurch es dreizackig aussieht. Die sehr kleine erste Antenne ist stielartig, die zweite Antenne dagegen vielgliedrig mit Schwimmborsten zur Fortbewegung. Die beiden Komplexaugen befinden sich seitlich des Kopfes und sind nicht in der Mitte verschmolzen, unter ihnen befindet sich ein einzelnes Naupliusauge.
Innerhalb der Schale befinden sich 12 Paare von Blattfußbeinen, die bei den Weibchen mit besonders langen Borsten ausgestattet sind. Bei den Männchen ist das erste Beinpaar zu Greiforganen für die Kopulation umgewandelt, anders als bei Vertretern anderer Gattungen entspricht das zweite Beinpaar bei Lynceus-Arten allerdings den nachfolgenden Blattbeinen. Die rechte und linke Greifklammer sind gleich groß und gleich geformt mit einem im Vergleich zum unbeweglichen Teil sehr kurzen beweglichen Finger. Der unbewegliche Finger ist mit sehr kräftigen Borsten bestanden.

## Verbreitung und Lebensraum
Die Tiere sind in Nordamerika verbreitet und dort von verschiedenen Fundorten in den Vereinigten Staaten (Kansas, Arizona, Colorado, New Mexico, Texas), Mexiko und Kanada dokumentiert.

## Lebensweise
Über die Lebensweise der Tiere liegen nur begrenzt Informationen aus Lebendbeobachtungen vor. Sie wurden an verschiedenen Fundorten in sehr trübem Wasser gefunden und kamen nach Beobachtungen in Texas gemeinsam mit anderen Branchiopoda vor (Leptestheria compleximanus, Caenestheriella setosa, Eocyzicus concavus, Streptocephalus texanus, Streptocephalus similis, Thamnocephalus mexicanus sowie Triops longicaudatus).
Wie andere Arten der Gattung erzeugen die Tiere durch den Ruderschlag der Blattbeine einen Wasserstrom in der Schale, der sauerstoff- und nahrungsreiches Wasser in die zentral gelegene Nahrungsrinne und zu den Kiemen transportiert. Nahrungspartikel werden über Borsten ausgefiltert und nach vorn zur Mundöffnung transportiert.

## Systematik

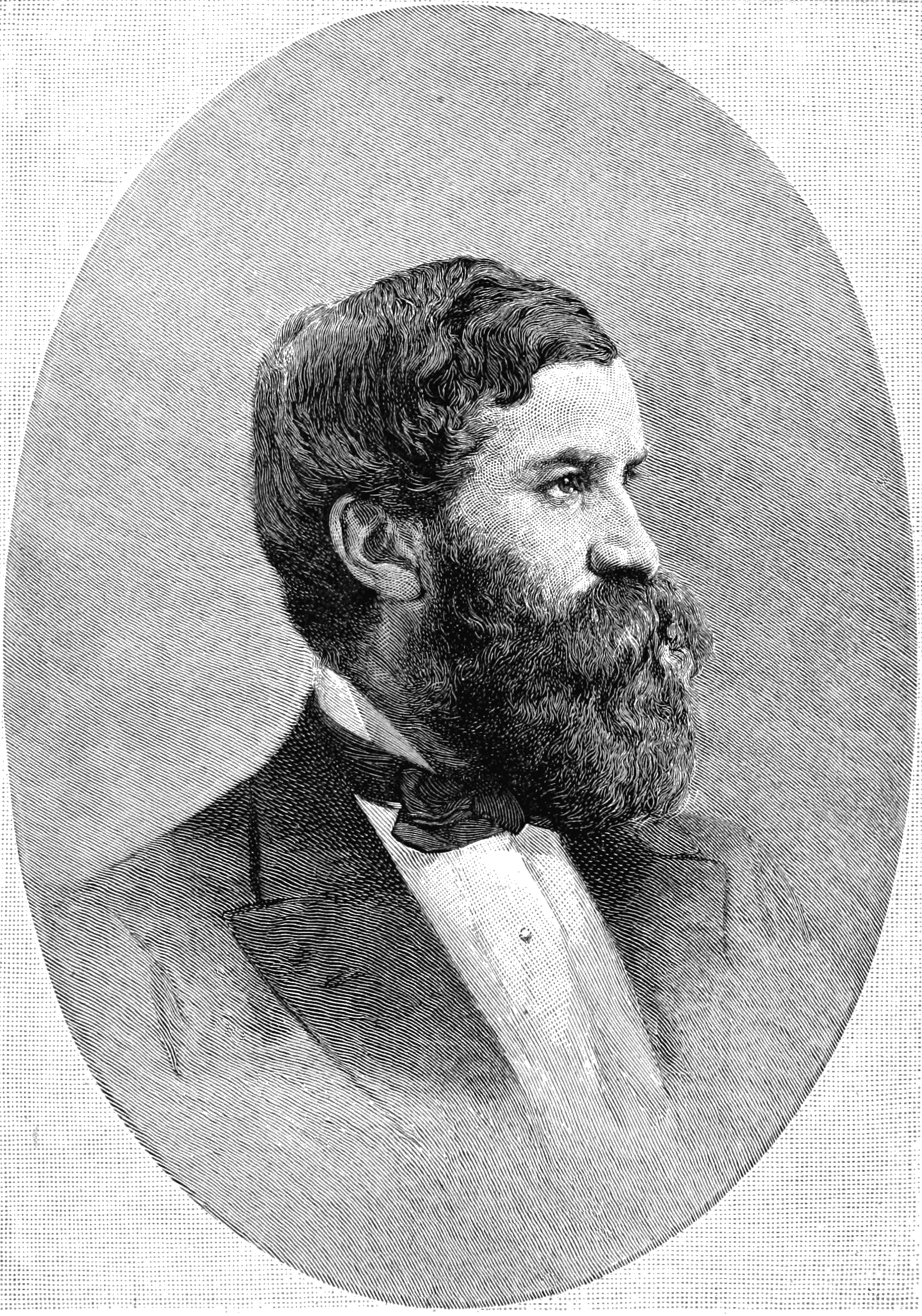
Alpheus Spring Packard, Erstbeschreiber der Art

Die Art wurde 1877 von Alpheus Spring Packard unter dem Namen Limnetis brevifrons erstmalig wissenschaftlich beschrieben. Das ursprüngliche Fundmaterial stammte dabei aus Teichen nahe Ellis, Kansas.
Innerhalb der Gattung werden insgesamt aktuell etwa 35 Arten anerkannt, wobei zahlreiche ehemals in dieser Gattung beschriebene Arten entweder synonymisiert wurden oder heute zu anderen Gattungen zugeordnet werden. Lynceus brevifrons ist dabei wahrscheinlich die Schwesterart des ebenfalls in Nordamerika beheimateten Lynceus gracilicornis und bildet zusammen mit diesem eine Schwestergruppe zu mehreren in Asien verbreiteten Arten.

## Belege
1. 1 2 3 4 5 6 7  Joel W. Martin, Denton Belk: Review of the Clam Shrimp Family Lynceidae Stebbing, 1902 (Branchiopoda: Conchostraca), in the Americas. Journal of Crustacean Biology 8 (3), 1. Juli 1988, S. 451–482, doi:10.1163/193724088X00314.
2. ↑  Lynceus brevifrons (Packard, 1877) in der Global Biodiversity Information Facility (GBIF); abgerufen am 9. März 2025.
3. ↑  Lynceus brevifrons (Packard, 1877) (sensu Martin & Belk, 1988) im World Register of Marine Species (WoRMS); abgerufen am 9. März 2025.
4. ↑  Lynceus O.F. Müller, 1776 im World Register of Marine Species (WoRMS); abgerufen am 9. März 2025.
5. ↑  Zandra M. S. Sigvardt, Jørgen Olesen, D. Christopher Rogers, Brian Timms, Musa Mlambo, Nicolas Rabet, Ferran Palero: Multilocus phylogenetics of smooth clam shrimps (Branchiopoda, Laevicaudata). Zoologica Scripta 50 (6), November 2021, S. 795–811, doi:10.1111/zsc.12505.